# Mamadou Coulibaly (Fußballspieler, 1999)
Mamadou Coulibaly (* 3. Februar 1999 in Thiès) ist ein senegalesischer Fußballspieler.

## Sportlicher Werdegang
Coulibal kam als Teenager nach Italien, wo er sich Delfino Pescara 1936 anschloss. Im Frühjahr 2017 debütierte der Mittelfeldspieler für den Klub in der Serie A, stieg aber mit der Mannschaft am Ende der Spielzeit 2016/17 ab. Im Sommer wechselte er daraufhin zu Udinese Calcio, wurde aber direkt zurückverliehen. in der Zweitliga-Spielzeit 2017/18 bestritt er 23 Saisonspiele für den auch in der Serie B in den Abstiegskampf geratenen Klub, der auf dem letzten Nichtabstiegsplatz die Klasse hielt. Es folgten weitere Leihen in die Serie B, so spielte er in der Folge für den FC Carpi, Virtus Entella und Trapani Calcio. In der Spielzeit 2020/21 kam er unter Trainer Luca Gotti zu drei Einsätzen für Udinese in der Serie A, im Januar 2021 wurde er jedoch erneut verliehen und war bei US Salernitana eine der Stützen in der mit dem Aufstieg in die Serie3 A endenden Zweitliga-Spielzeit 2020/21. Daraufhin wurde die Leihe im Sommer 2021 mit einer konditionalen Kaufpflicht verlängert. Im Sommer 2022 schloss er sich daraufhin dauerhaft dem Klub an, der ihn jedoch mit einer Kaufoption an den Zweitligisten Ternana Calcio verlieh. Er blieb jedoch dieses Mal bei Salernitana unter Vertrag und wurde am 1. September 2023 kurz vor Ende der Wechselperiode erneut verliehen, dieses Mal war der Zweitligist FC Palermo das Ziel.